# Émile Genon
Émile Genon est un homme d'affaires belge qui a commercialisé des machines à statistiques et joué un rôle important dans l'histoire de la société Bull, aux débuts de la mécanographie.

## Biographie
Fournisseur de sociétés d'assurances, Émile Genon dirige aussi à Turin un bureau d'organisation, la SISOC et devient vice-président de la société ATEIC qui représente en France les mêmes machines que lui en Italie. Il achète en 1927 les droits relatifs aux brevets Bull pour dix pays d'Europe, hors des pays scandinaves, puis convainc la société suisse H.W.Egli, de les acquérir en 1928. 
Émile Genon ouvre en 1929 à Paris un atelier de réparation, au 92 bis Avenue Gambetta, à partir du petit atelier de mécanique de Lucien Henrique, tandis qu'en décembre 1929 la première machine Bull est fabriquée à Zurich par H.W.Egli et livrée aux laboratoires Sandoz. Il fonde en 1930 en Suisse, la société "Bull AG", qui cofonde l'année suivante à Paris, la H.W. Egli Bull, future Bull.
Georges Bolle, chef de la comptabilité du PLM et pionnier de la mécanographie dans les chemins de fer, le met en contact avec Georges Vieillard et Elie Doury, deux polytechniciens qui veulent créer en France une industrie de machines à cartes perforées, pour former en juillet 1931 le projet d’un « syndicat des utilisants » des machines Bull. Le 3 décembre 1931, ce syndicat se créé officiellement et propose par téléphone au suisse H.W. Egli de lui racheter la moitié de ses parts dans H.W. Egli Bull, coupant sous le pied d'un autre acquéreur, le géant américain Remington Rand, qui câble son accord trop tard.
Quatre ans plus tard, sans autorisation du conseil d'administration, Émile Genon vend à IBM la majorité de la société de commercialisation bull, pour obtenir « une paix tacite » des brevets avec IBM et « développer » Bull à l'international. Il est évincé[non neutre] par la famille propriétaire des Papeteries Aussedat[réf. nécessaire], qui fournissait Bull en cartes mécanographiques, alliée à Georges Vieillard.